# 貝沼やす子
貝沼 やす子（かいぬま やすこ）は、日本の家政学者（食生活学）。学位は、学術博士（大阪市立大学・1988年）。静岡県立大学名誉教授。
静岡女子短期大学食物栄養学科助教授、静岡県立大学短期大学部食物栄養学科教授、静岡県立大学食品栄養科学部教授などを歴任した。

## 概要

### 生い立ち
お茶の水女子大学に進学し、家政学部にて家政学を学んだ。大学を卒業すると、そのまま、お茶の水女子大学の大学院に進み、家政学研究科の修士課程にて引き続き家政学を学んだ。修士課程を修了し、修士号を取得した。なお、のちに、大阪市立大学に論文を提出し、1988年3月23日に学術博士の博士号を取得している。

### 研究活動
1971年より、静岡女子短期大学の食物栄養学科の講師を務めた。1978年には、静岡女子短期大学にて助教授に昇任した。静岡女子短期大学が、静岡薬科大学や静岡女子大学と統合され、新たに静岡県立大学が設置されると、静岡県立大学短期大学部の食物栄養学科にて引き続き助教授を務めた。1997年には、静岡県立大学短期大学部の教授に就任した。2001年、静岡県立大学の食品栄養科学部に転じ、教授に就任した。

### 晩年
その後、静岡県立大学を退職したが、のちに静岡県立大学より名誉教授の称号を授与されている。現役の教授を退いてなお研究には意気盛んであり、2010年には米販事業を新たに展開する企業と「冷めてもおいしい」米の共同研究を進めている。この研究の成果を生かし、同企業は弁当男子をターゲットに「冷めてもおいしい」米の商品化を進めており、同年には「おべんとう米」と名付けた商品の販売を開始した。

## 略歴
- 1967年 - お茶の水女子大学家政学部卒業。
- 1970年 - お茶の水女子大学大学院家政学研究科修士課程修了。
- 1971年 - 静岡女子短期大学食物栄養学科講師。
- 1978年 - 静岡女子短期大学食物栄養学科助教授。
- 1986年 - 静岡県立大学短期大学部食物栄養学科助教授。
- 1997年 - 静岡県立大学短期大学部食物栄養学科教授。
- 2001年 - 静岡県立大学食品栄養科学部教授。

## 賞歴
- 1980年 - 日本家政学会奨励賞。
- 2002年 - 日本調理科学会学会賞。